# TRAF5
TRAF5（“TNF受体相关因子5”，也称为“环指因子84”，缩写“RNF84”）是人类基因 TRAF5 编码的蛋白质，属于一种TNF受体相关因子（TRAF）。

## 蛋白质的相互作用
TRAF5蛋白与下列蛋白質进行互作：
- ASK1[5][6]
- CD134[7]
- CD30[8]
- CD40[9][10]
- RANK[11][12][13]
- TNFRSF13B[14]
- TNFRSF14[15][16]